# Vassili Lébedev-Kumatx
Vassili Ivànovitx Lébedev-Kumatx, rus: Васи́лий Ива́нович Ле́бедев-Кума́ч (cognom real Lébedev  8 d'agost [C.J. 27 de juliol] de 1898, Moscou - 20 de febrer de 1949, ibid.) fou un poeta rus i soviètic, autor de les lletres de moltes cançons soviètiques populars. Guanyador del Premi Stalin de segon grau el 1941. Membre del Partit Comunista de la Unió Soviètica des del 1939.

## Biografia
Va néixer a Moscou, a la família del pobre sabater Ivan Nikítitx Kumatx i la modista Maria Mikhàilovna Lebédeva. Vassili va poder estudiar de manera gratuïta al gymnasium núm. 10 de Moscou, gràcies a la beca instaurada per l'historiador i mecenes Paul Vinogradoff. Alumne brillant, va acabar l'escola amb una medalla d'or, i després es va inscriure a la Facultat d'Història i Filosofia de la Universitat Estatal de Moscou. Els seus estudis es van veure interromputs per la Revolució d'Octubre i la Guerra Civil Russa.
Va començar a treballar a l'oficina de publicacions Revvoensoviet i al periòdic de l'Agència Telegràfica Russa. Després va col·laborar amb diaris Bednota (« Беднота »), Gudok (« Гудок »), Krestianskaia gazeta (« Крестьянская газета »), Krosnoarmeiets (« Красноармеец »). En 1922-1934, es va incorporar a la redacció del diari satíric Krokodil. En aquest moment, va escollir el seu pseudònim, afegint al seu cognom la paraula Kumatx, que literalment significa "tela porpra" i, per extensió, és el sinònim de la bandera de l'URSS. El 1938, fou elegit diputat del Soviet Suprem de l'URSS.
Durant la Gran Guerra Patriòtica, Lébedev esdevingué comissari polític a les forces navals i formà part de la redacció del diari Krasni flot («Красный флот»). El 30 de juliol de 1941, va transferir la totalitat del seu Premi Stalin a la Fundació de la Defensa Soviètica (Фонд обороны). Al final de la seva carrera militar, se li va conferir el rang de capità.
Mort a Moscou, Lébedev-Kumatx reposa al cementiri de Novodèvitxi.
L'asteroide del cinturó principal (5076) Lebedev-Kumach, descobert el 26 de setembre del 1973 per Liudmila Txernikh fou nomenat en honor seu.

## Obres
Els seus poemes apareixen a la premsa el 1916. Entre 1934 i 1937, Vassili Lébedev-Kumatx escrigué més d'un centenar de cançons, moltes de les quals foren bandes sonores del cinema. És autor de les lletres de les cançons de la primera comèdia musical soviètica Vessólie rebita, rus: Весёлые ребя́та musicada per Issaak Dunaievski (1934). Entre les seves cançons més famoses podem esmentar:
- Sviasxénnaia Voinà (Священная война) « La Guerra Sagrada » : escrita arran de la invasió de la Unió Soviètica per l'Alemanya Nazi i amb música d'Aleksandr Aleksàndrov
- Pésnia o Ródine (Песня о Родине) : « El cant de la Pàtria »
- Kak mnogo devuixek khoroixikh (Как много девушек хороших) : « Quantes noies bones! » ;immortalitzat a partir de llavors com la cançó de tango argentina Serdtse (Сердце, « Cor ») per Piotr Lésxenko.
- Guimn partii bolxevíkov (rus: Гимн партии большевиков: « Himne del Partit Bolxevic »: la melodia, també composta per Aleksandr Aleksandrov, fou utilitzada posteriorment per l'Himne de la Unió Soviètica i l'Himne de la Federació Russa